# ミシェル・カミロ
ミシェル・カミロ（Michel Camilo、1954年4月4日 - ）は、ドミニカ共和国サントドミンゴ出身のジャズピアニスト・作曲家。ミッシェル・カミロ、ミシェール・カミロとも表記される。ラテン・ジャズを基調としたミュージシャンで、その卓越した技術（超絶技巧）は高く評価され、ヴィルトゥオーソ（巨匠）と呼ぶに相応しい演奏をしている。

## 略歴
音楽一家の元に育ち、親からもらったアコーディオンを弾き始める。祖父の影響でピアノも習い始め、エリラ・メナ国立初等音楽院（国立音楽院初等科）とドミニカ共和国国立音楽院に13年間通う。1979年にニューヨークに移り、マネス音楽大学とジュリアード音楽院で学ぶ。1983年にティト・プエンテと共演。
1985年にカーネギー・ホールにトリオで出演し、スターダムに伸し上る。ファースト・アルバム『ホワイ・ノット』を日本のキングレコードより発表。1988年にソニーに移り、セルフ・タイトルをリリース、ベストセラーを記録する。
2000年にはフラメンコ・ギタリスト、トマティートとの共作アルバム『スペイン』を発表。このアルバムはグラミー賞ラテン部門を勝ち取っている。アルバムタイトル曲の「スペイン」はチック・コリアの作品で、他にラテン・ナンバーのスタンダード「ベサメ・ムーチョ」も収録している。2006年に後継アルバムに当たる『スペイン・アゲイン』も発表。このアルバムではタンゴ界の巨匠、ピアソラの「リベルタンゴ」等3曲をトリビュートしている。2002年以降はテラークに長らく在籍。2009年にはビッグ・バンドとの共演アルバム『カリベ』を発表している。

## ディスコグラフィ

### リーダー・アルバム
- 『フレンチ・トースト』 - French Toast (1984年、Evidence) ※フレンチ・トースト名義
- 『ホワイ・ノット』 - Why Not? (1985年、Evidence)
- 『イン・トリオ』 - In Trio (1986年、Electric Bird) ※『Suntan』としてEvidenceから再発あり
- 『ミシェル・カミロ』 - Michel Camilo (1988年、Portrait)
- 『オン・ファイア』 - On Fire (1989年、Epic)
- 『オン・ジ・アザー・ハンド』 - On the Other Hand (1990年、Epic)
- Amo Tu Cama Rica (1991年) ※サウンドトラック
- 『RENDEZVOUS』 - Rendezvous (1993年、Columbia)
- 『ワン・モア・ワンス』 - One More Once (1994年、Columbia)
- Two Much (1996年) ※映画『あなたに逢いたくて』サウンドトラック
- 『スルー・マイ・アイズ』 - Thru My Eyes (1997年、RMM)
- 『スペイン』 - Spain (2000年、Verve/Universal) ※with トマティート
- Calle 54 (2001年) ※映画『CALLE 54』サウンドトラック。「From Within」のみ参加
- 『ピアノと・オーケストラのための協奏曲 他』 - Piano Concerto, Suite & Caribe (2002年)
- 『トライアングロ』 - Triangulo (2002年、Telarc)
- 『ライヴ・アット・ブルー・ノート』 - Live at the Blue Note (2003年、Telarc)
- 『ラウンド・ミッドナイト』 - Solo (2005年、Telarc)
- 『ラプソディー・イン・ブルー』 - Rhapsody in Blue (2006年、Telarc)
- 『スペイン・アゲイン』 - Spain Again (2006年、Emarcy/Universal) ※with トマティート
- 『スピリット・オブ・ザ・モーメント』 - Spirit of the Moment (2007年、Telarc)
- 『カリベ』 - Caribe: Michel Camilo Big Band (2009年、Calle 54 Records/Sony Music)
- 『マノ・ア・マノ』 - Mano a Mano (2011年、Emarcy/Universal)
- 『ワッツ・アップ?』 - What's Up? (2013年、OKeh/Sony Music)
- Playing Lecuona (2015年、Sony Music Canada Inc.) ※オムニバス
- 『スペイン・フォーエヴァー』 - Spain Forever (2016年、Verve) ※with トマティート
- 『ライヴ・イン・ロンドン』 - Live in London (2017年、Redondo Music)
- 『エッセンス』 - Essence (2019年、Resilience Music)

### 参加アルバム
- ジョヴァンニ・イダルゴ : Hands of Rhythm (1997年)